# مفصل زینی
مفصل زینی (انگلیسی: Saddle joint) از گونه‌های مفصل در بدن است. مفصل زینی نوعی مفصل زلاله‌ای (سینوویال) است شبیه به زین که امکان حرکت در جهات مختلف را امکان‌پذیر می‌سازد، مانند مفصل پایهٔ شست.
دو استخوان مجاور در این مفاصل مانند زین اسب در هم فرورفته‌اند و و به صورت محدب و مقعر بر روی یکدیگر قرار می‌گیرند، مانند اولین استخوان کف دست با استخوان ذوزنقه‌ای در مچ.
در این نوع مفصل که در حقیقت یک نوع مفصل لقمه‌ای است انتهای زینی‌شکل یک استخوان در حفره استخوان دیگر که انحنای آن عکس انحنای زینی‌شکل است قرار می‌گیرد. دامنه حرکت این نوع مفصل هم نظیر مفصل لقمه‌ای نسبتاً زیاد است.
این نوع مفصل از نوع مفاصل دومحوره می‌باشد: حول محور فرونتال حرکات: تا شدن / باز شدن و حول محور ساجیتال حرکات: دورشدن / نزدیک شدن را انجام می‌دهد.
همهٔ مفاصل موجود بین استخوان‌های کف دست و استخوان‌های مچ دست از نوع زینی هستند، منتها مفصل موجود بین اولین استخوان کف دستی با استخوان ذوزنقه دقیقاً شبیه زین است.